# رود اشبرن
رود اشبرن رودی است به River Dart می‌ریزد. این رود از کشور بریتانیا می‌گذرد. طول آن ۱۰ کیلومتر (۶٫۲ مایل) است.